# Lotte World
Lotte World est un complexe de loisirs situé à Séoul, en Corée du Sud.
Il se compose d'un grand parc à thème couvert, d'un parc d'attractions extérieur, de centres commerciaux, d'un hôtel, d'un musée folklorique coréen, d'équipements sportifs, de boutiques de souvenirs et de cinéma. Le parc à thème couvert de Lotte World est le plus grand parc d'attractions d'intérieur du monde et est ouvert toute l'année. Ouvert depuis le 12 juillet 1989, il reçoit environ 5 millions de visiteurs tous les ans.
La Lotte World Tower, tour de 555 m de hauteur, est située en face de Lotte World. C'était la cinquième tour la plus haute du monde lors de son ouverture en 2017.

## Le parc d'attractions

### Montagnes russes
| Nom                | Type                          | Constructeur | Année |
| ------------------ | ----------------------------- | ------------ | ----- |
| Atlantis Adventure | Montagnes russes lancées      | Intamin      | 2003  |
| Comet Express      | Montagnes russes tournoyantes | Intamin      | 1995  |
| French Revolution  | Montagnes russes assises      | Vekoma       | 1989  |

### Attractions à sensations
- Bungee Drop : Tour de chute d'Intamin
- Conquistador : Bateau à bascule d'Intamin
- Giant Loop : manège Giant Loop de Larson
- Gyro Swing : Frisbee d'Intamin
- Gyro Drop : Tour de chute d'Intamin, compatible avec des lunettes de réalité virtuelle

### Attractions aquatiques
- Flume Ride : Bûches d'Intamin
- Jungle Adventure : Rivière rapide en bouées d'Intamin

### Autres attractions
- 4D Shooting Theater : Cinéma interactif de Triotech Amusement[4], situé dans la zone Underground réalisée la même année par Goddard Group - 2013
- Adventures of Sindbad : Barque scénique d'Intamin
- Aeronauts Balloon Ride : Balloon Ride, circuit de montgolfières suspendu au plafond du parc indoor
- Beluga's talk show : Cinéma interactif - 2013
- Camelot Carrousel : Carrousel
- Desperados : CinemAction d'Alterface - 2007
- Dragons super Shooting : Parcours scénique interactif designé par Hettema Group[5], l'interaction est réalisée par[6],[7] Alterface - 2013
- Drunken basket : Tasses d'Intamin
- Fantasy Dream : Parcours scénique
- Lord Nelson's Armada : Pédalos
- Pharaoh's Fury : Parcours scénique Enhanced Motion Vehicle d'Intamin
- Swing Tree : Chaises volantes
- Tomb of Horror : Walkthrough
- Treeble Hopper : Tour de chute junior de S&S Worldwide
- World Monorail : Monorail d'Intamin - 1989

## Spectacles

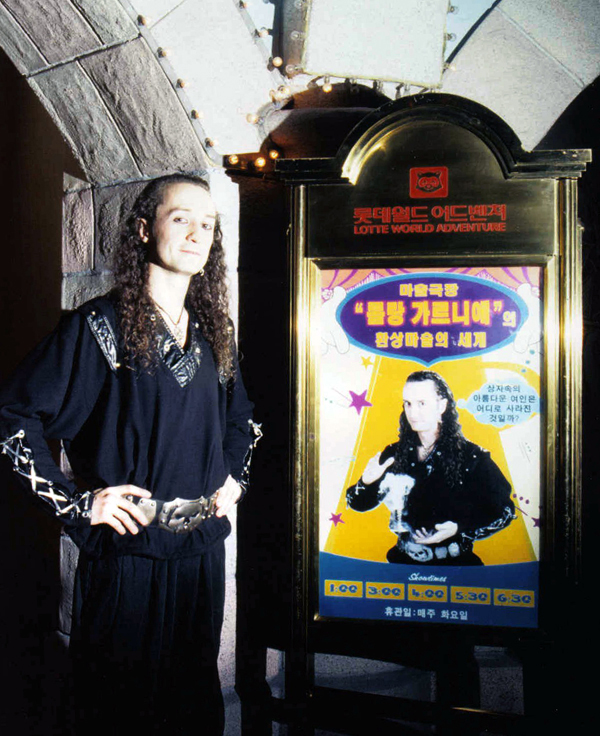
L’illusionniste Loran

Magic Theatre : Le « Magic Theatre » est un théâtre d’environ deux cents places, qui présente des magiciens et illusionnistes de la Corée, ainsi que d'autres artistes provenant de partout dans le monde. L’un d’entre eux est l’illusionniste canadien Loran, qui y fut en vedette de juillet à décembre 1997 pour présenter plus de sept cents spectacles. Loran est un artiste international qui présente sa magie avec un style d’inspiration médiéval-gothique.

## Galerie

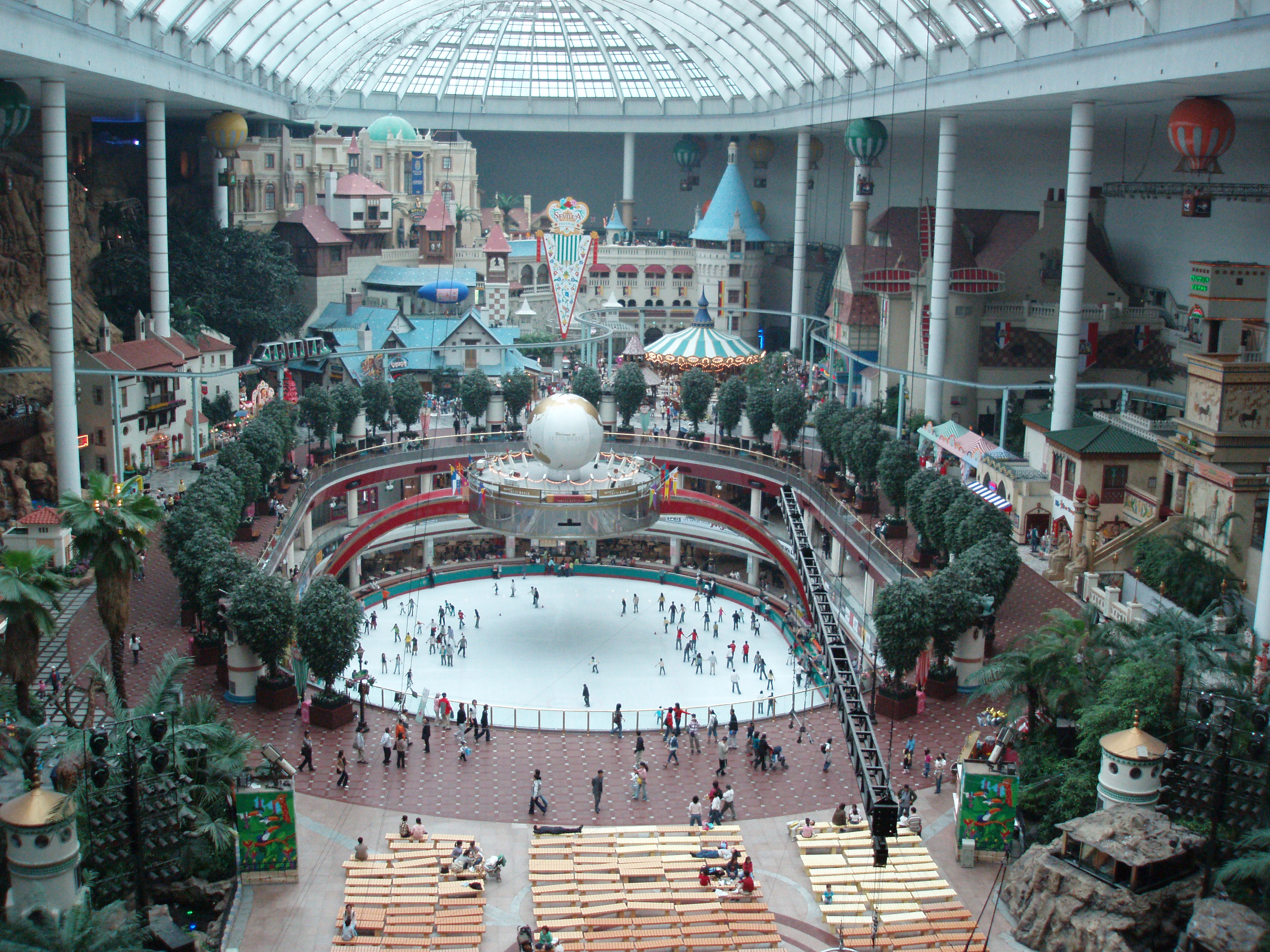
Hall principal
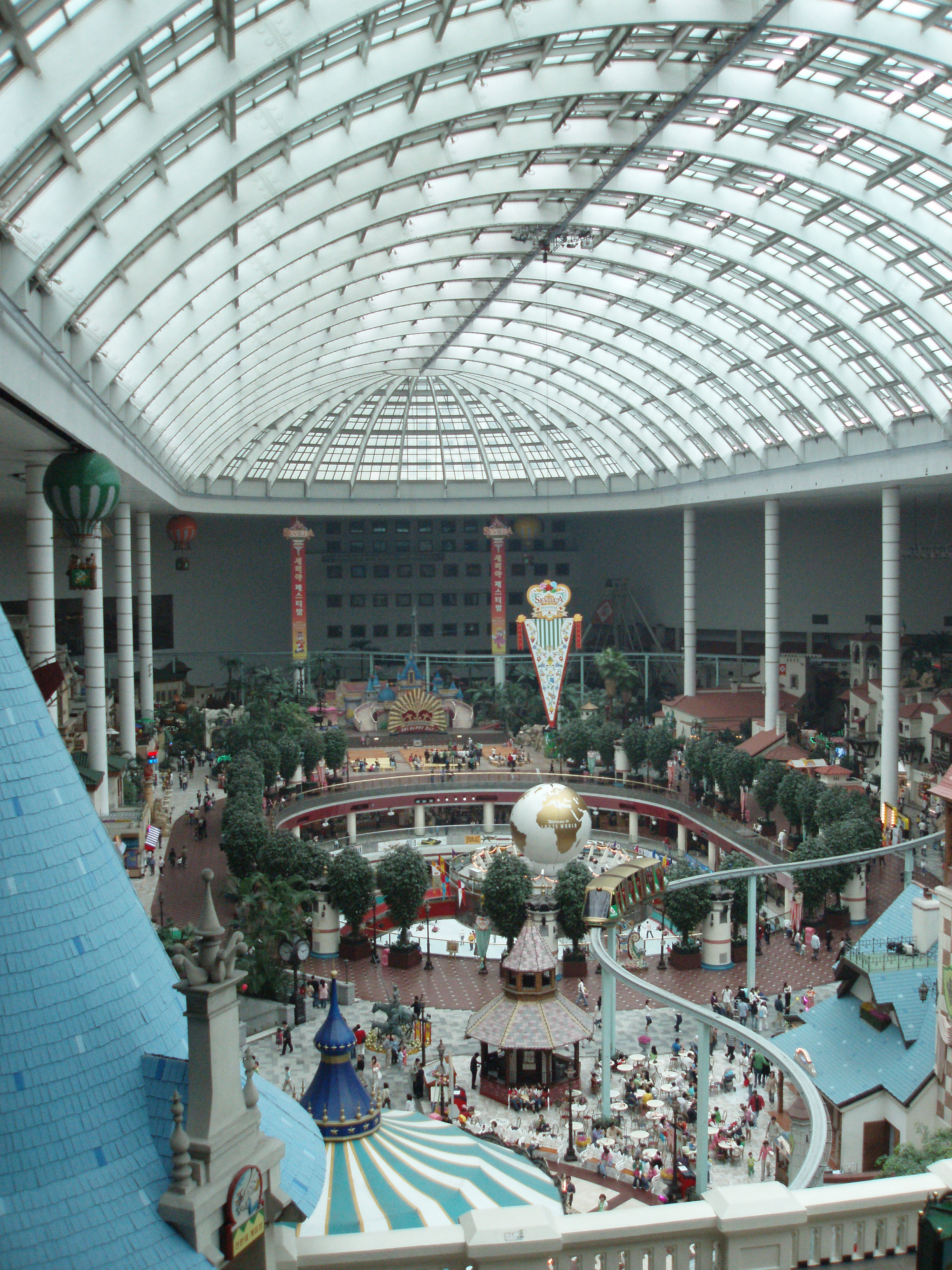
Autre vue du hall
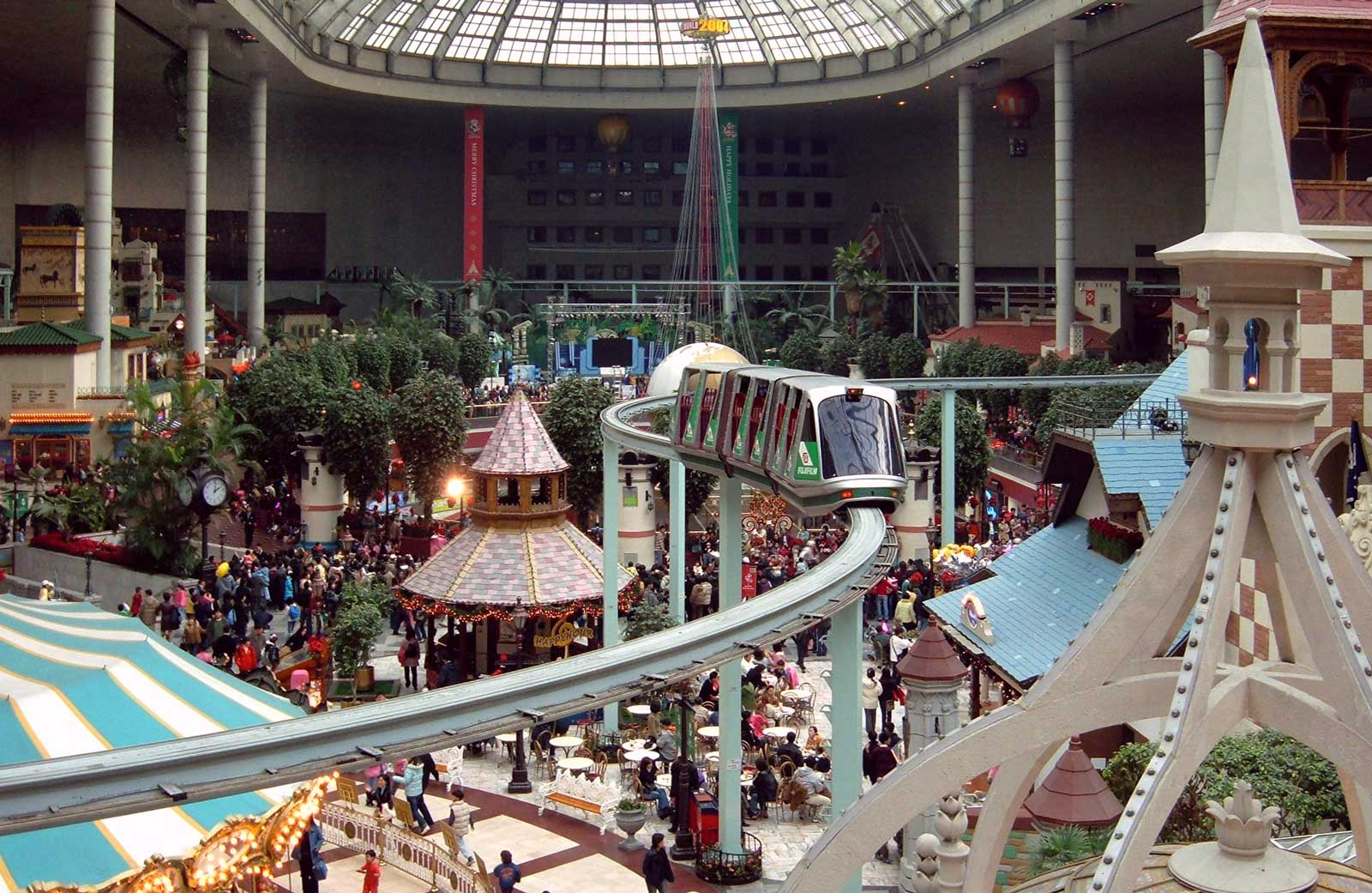
Monorail d'Intamin
Château du Lotte World